# Claes Peter Hellwig
Claes Peter Michael Hellwig, född  1 januari 1951 i Stockholm, är en svensk dramaturg och dramatiker.
Hellwig var anställd som huvudlärare för dramaturgi och produktion vid Dramatiska Institutet och var professor i dramaturgi vid Stockholms dramatiska högskola. Han var en av grundarna till Teater Aurora där han arbetade 1978-1993, han var chef för Östgötateatern 1993-1995 och 1996-1998 konstnärlig rådgivare och chefsdramaturg på Riksteatern. Han var gift med regissören Hilda Hellwig och är sedan 1990 gift med Agnes Östberg.